# Blauwe Meer
Het Blauwe Meer is een zandgat, een kunstmatig meer in de Nederlandse provincie Drenthe, ten zuiden van het dorp Hoogersmilde.
In 1905 richtte de Groninger ondernemer Roelfsema in Hoogersmilde de kalkzandsteenfabriek Albino op. Kalkzandsteen was in die tijd een innovatief product dat veel goedkoper geproduceerd kon worden dan baksteen. Roelfsema koos voor Hoogersmilde, omdat de plaats per schip gemakkelijk te bereiken was en er aan wit zand geen gebrek was. Na vele tientallen jaren waarin de zandzuigers onafgebroken hun werk deden, ontstond het Blauwe Meer. In het zand van het Blauwe Meer komt plaatselijk glauconiet voor, een mineraal met een donkergroene kleur dat gemakkelijk verweert. Samen met de diepte zorgt dit voor de blauwgroene kleur van het water. Tegenwoordig is het Blauwe Meer een geliefde plek om te zonnen en te zwemmen.
Natuurmonumenten beschouwt het Blauwe Meer en andere zandafgravingen en veenputten als onderdeel van natuurgebied het Leggelderveld. Ten noorden van het Blauwe Meer heeft Natuurmonumenten voormalige landbouwgronden verworven, die ingericht zullen worden als open en halfopen landschap. Deze percelen vormen de verbinding tussen de open heide van het aangrenzende Leggelderveld met een eveneens grotendeels open heidegebied ten noordoosten hiervan.
Oude vennen worden weer open gemaakt en vergroot. De bovenste bodemlaag, waarin te veel voedingstoffen zitten, wordt verwijderd, zodat droge en vochtige heischrale vegetatie zich kan ontwikkelen en de zeldzame planten van dat vegetatietype een plekje vinden.